# ラテコエール 631
ラテコエール 631
- 用途：飛行艇
- 設計者：（Pierre-Georges Latécoère）
- 製造者：ラテコエール（Latécoère）
- 初飛行：1942年11月4日
- 生産数：10機（ + 試作機）
- 退役：1955年

ラテコエール 631（Latécoère 631）は、1930年代末にフランスのラテコエール（Latécoère）社で製造された旅客飛行艇である。当時としては最大の航空機であった。

## 概容
ラテコエール 631の試作機は第二次世界大戦中に占領中のフランスでドイツに接収され、それに続き連合国軍の爆撃を受けた。7号機（ラテコエール社所有、洋上で喪失）、6号機（エールフランス、大西洋で喪失）、3号機（SEMAF、フェレット湾（Cap Ferret）で喪失）、8号機（France-Hydro 、カメルーンで喪失）を失った後、最後のラテコエール 631が1955年に引退した。

## 派生型
Late 631.01
最初の試作機

## 要目
（Laté 631）ref= World Encyclopedia of Civil Aircraft 
- 乗員：5名
- 乗客：46名
- 全長：43.46 m (142 ft 6+5⁄8 in)
- 全幅：57.43 m (188 ft 4+1⁄2 in)
- 全高：10.1 m (33 ft 1+1⁄2 in)
- 翼面積：349.4 m2 (3,760 ft2)
- 翼面荷重：92.7 kg/m2 (19.0 lb/ft2)
- 空虚重量：32,400 kg (71,280 lb)
- 全備重量：71,350 kg (137,300 lb)
- 馬力重量比：0.10 kW/kg (0.070 hp/lb)
- エンジン：6 * ライト R-2600-A5B サイクロン 14気筒 空冷星型エンジン、1,194 kW (1,600 hp)
- 最大速度：394 km/h (213 knots, 245 mph)
- 巡航速度：297 km/h (161 knots, 185 mph)
- 巡航高度：
- 航続距離：6,000 km (3,750 miles)
- 上昇率：